# Karangmukti (Taraju)
Karangmukti is een bestuurslaag in het regentschap Tasikmalaya van de provincie West-Java, Indonesië. Karangmukti telt 4251 inwoners (volkstelling 2010).